# کپسول فینیکس
کپسول فینیکس (اسپانیولی: Fenix) اتاقک استوانه‌ای است که توسط گروه ASMAR نیروی دریائی کشور شیلی برای نجات معدنچیان گرفتار شده در حادثه معدن شهر کوپیاپو Copiapo بکار برده‌شده‌است.
نام آن از مرغ افسانه‌ای ققنوس (انگلیسی: Phoenix) گرفته شده‌است.
در این حادثه ۳۳ معدنچی بمدت ۶۹ روز در عمق ۷۰۰ متری زیر زمین گرفتار شده بودند.

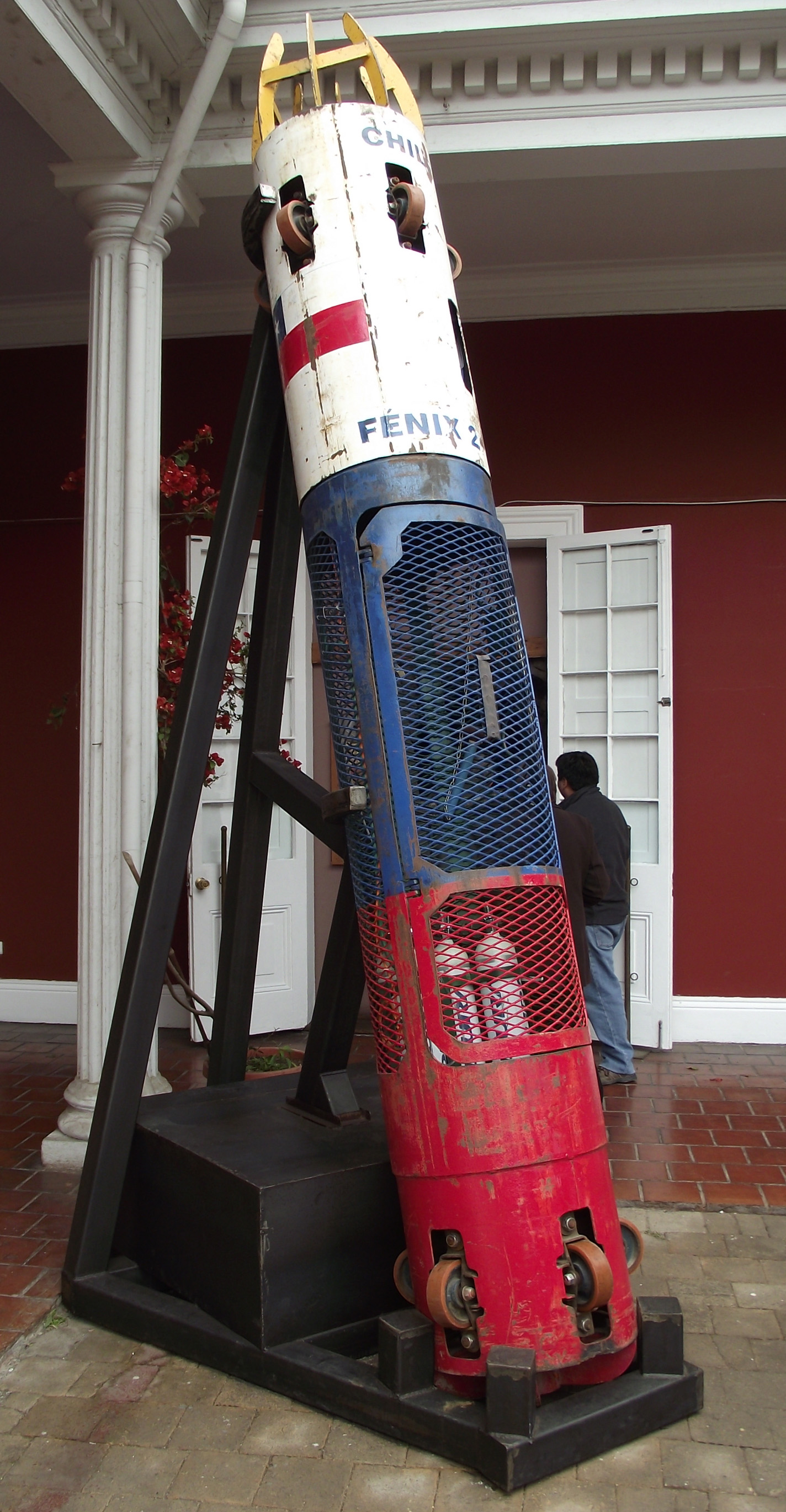
کپسول فینیکس ۲ در موزه شهر Copiapo

## تعریف
کپسول فینیکس توسط نیروی دریائی شیلی با همکاری آژانس فضائی ایالات متحده آمریکا (NASA) طراحی و ساخته شده‌است. قطرآن ۵۴ سانتی‌متر و ۸ چرخ در بالا وپائین آن قرارداده شده‌است تا نوسان‌های آن را در موقع عبور در کانال حفاری شده به حداقل برساند. در داخل کپسول محلی برای قراردادن چند کپسول اکسیژن و میکروفونی برای تماس با گروه نجات در سطح زمین گذاشته شده‌است.
درحقیقت سه نوع ازکپسول ساخته شده‌است:
- فینیکس ۱ که قطر بیشتری از دو نوع دیگر دارد و برای امتحان در کانالی که با سرمته T-130 حفاری شده بکار رفته‌است و تا عمق ۶۱۰ متر امتحان شده.
- فینیکس ۲ دارای سیستم قرقره اتریشی * است و در جریان نجات معدنچیان بکار رفته‌است
- فینیکس ۳ بعنوان رزرو است و استفاده نشده.

نوع چهارمی نیز در حال ساخت است.

## بعد از نجات

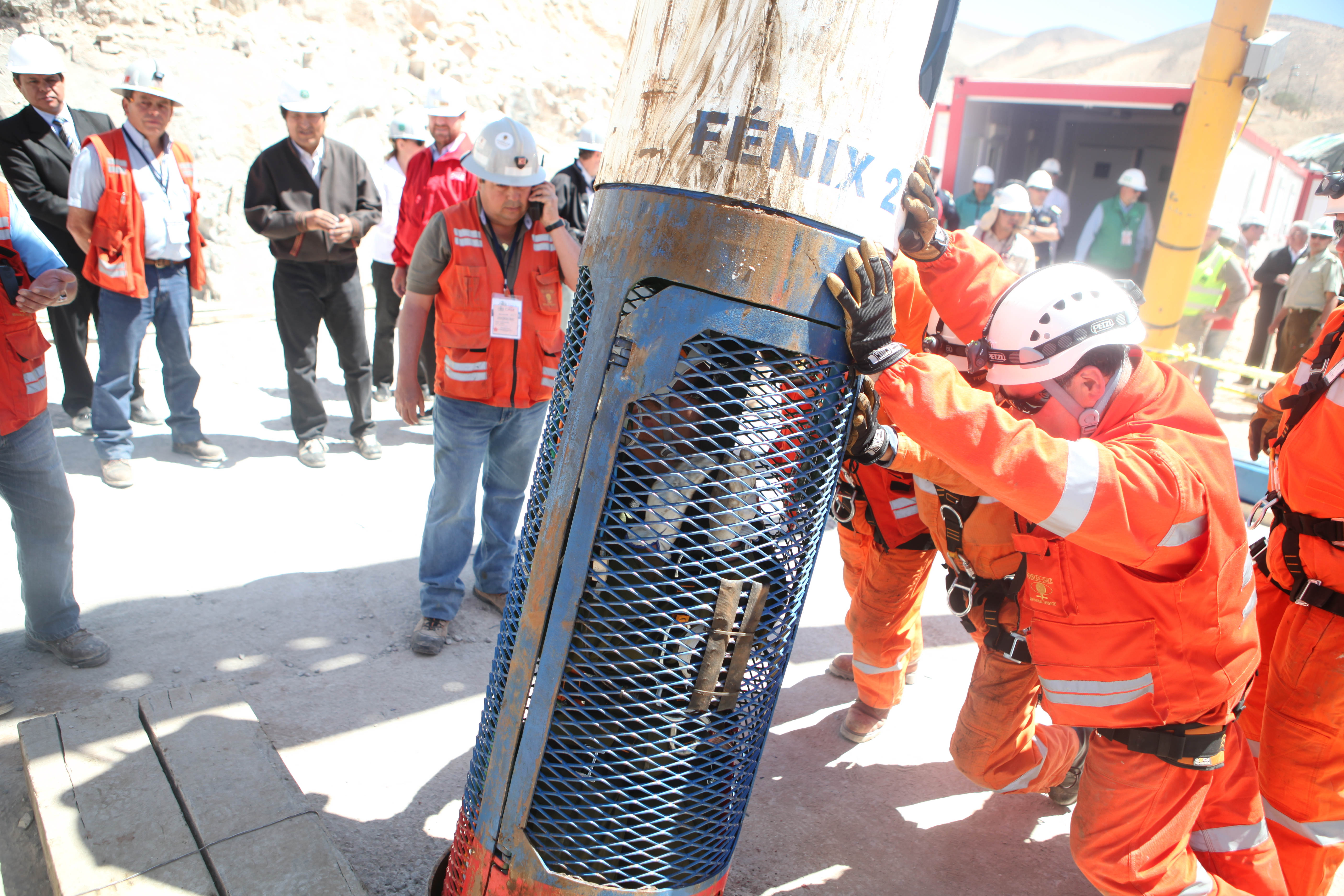
پنجمین معدنچی در حال خروج با کپسول

پس از نجان معدنچیان، نگهداری کپسول فینیکس ۲ موضوع اختلاف بین شهرداری شهر و سازندگان و دولت شیلی قرارگرفت. دولت کپسول را در یک گردش دور کشور شرکت داد و سپس در سانتیاگو نمایشگاهی ترتیب داد.
فینیکس ۱ در نمایشگاه ۲۰۱۰ شانگهای شرکت داده‌شد. در حال حاضر کپسول در معرض نمایش درموزه تاریخ طبیعی واشینگتن با عنوان «در برابر تمام مشکلات: نجات معدنچیان شیلی» قرار دارد.
یکی از فعالان حراج‌های جهانی گفته‌است که فینیکس ۲ می‌تواند تایک میلیون دلار آمریکایی ارزش پیدانماید. اظهار نظر کننده دیگری گفته‌است: «این کپسول علامت و نشانه پیروزی امید و روح انسان بر سختی‌ها است.»
از سوم اوت ۲۰۱۱ فینیکس ۲ در موزه شهر Copiapo قرار داده شده‌است.